# Fokker Universal
O Fokker Universal ou "Standard" foi o primeiro avião construído nos Estados Unidos baseado nos projetos do holandês Anthony Fokker, que havia projetado aeronaves para os alemães durante a Segunda Guerra Mundial. Cerca de metade dos 44 Universal que foram construídos entre 1926 e 1931 nos Estados Unidos foram utilizados no Canadá. Entre os pilotos famosos que voaram o Fokker Universal estão Punch Dickins e Walter Gilbert.

## Projeto e desenvolvimento

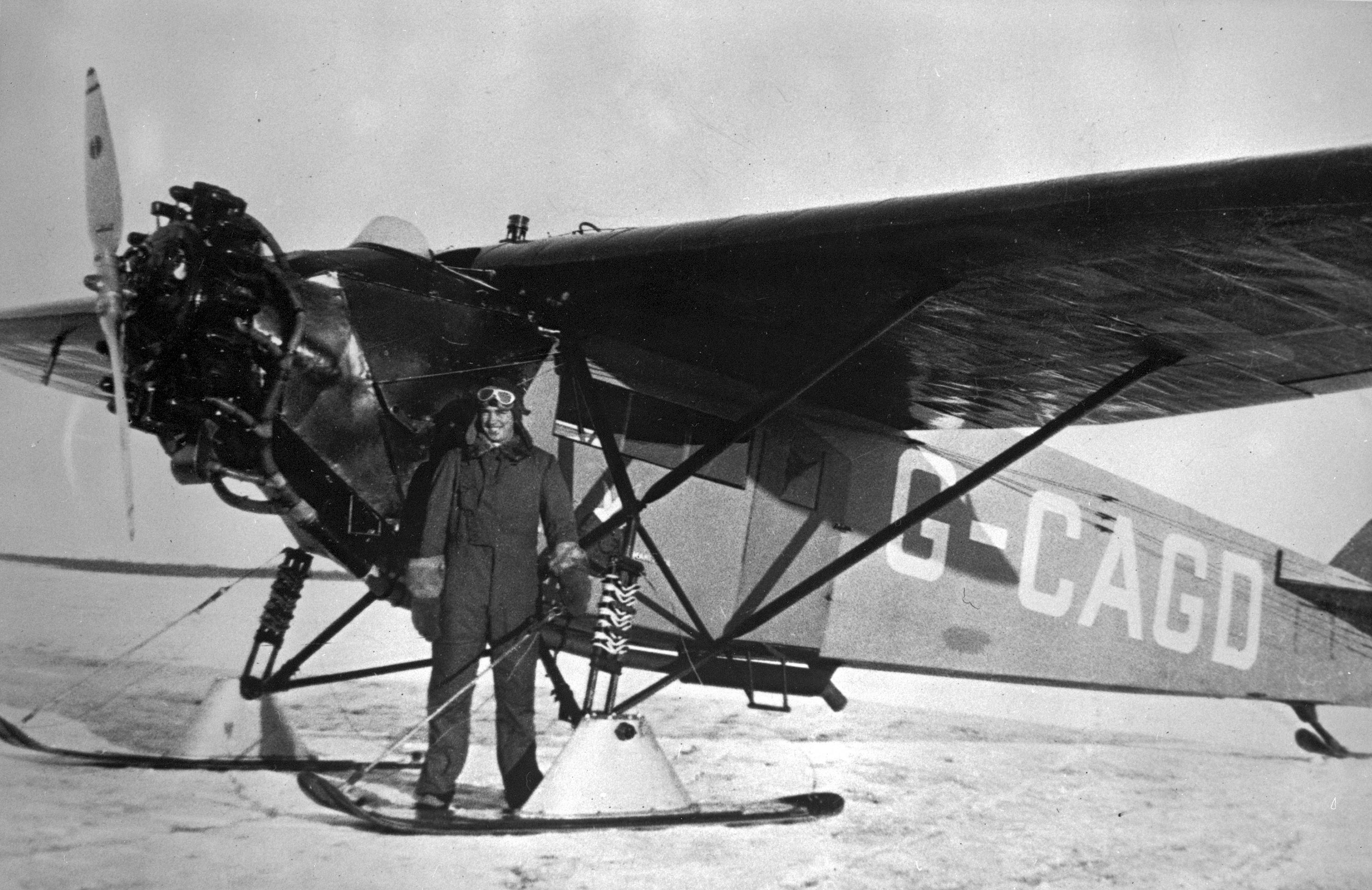
O piloto G.W. Grant McConachie próximo a um Universal

Anthony Fokker estabeleceu a Atlantic Aircraft Corporation no Aeroporto Teterboro em Teterboro, Nova Jérsei. Um de seus primeiros alvos para a nova companhia era construir outras aeronaves sob licença. Em 1926, formulou planos para criar uma aeronave original projetada para o transporte aéreo. O projeto foi liderado por Robert Noorduyn e baseado nos projetos convencionais da Fokker. A construção utilizando materiais mistos continha uma estrutura de tubos de aço soldados na fuselagem e as superfícies da cauda eram cobertas com tela, além de uma grande asa construída de madeira com uma envergadura de 14.55 m, montada sobre a fuselagem. Apesar do projeto em geral ser um tanto "limpa", todos os cabos e ligações eram montados externamente, aumentando consideravelmente o arrasto.
Quando o Fokker Universal foi projetado pela primeira vez em 1925, utilizava um motor de 149 kW (200 hp) Wright J-4 ou um de 164 kW (220 hp) J-5. Os modelos posteriores da aeronave eram motorizados com o motor de 246 kW (330 hp) J-6. Dois tanques de gasolina eram montados na asa próximo ao bordo de ataque. Típico da época, o piloto sentava em uma cabine de pilotagem aberta à frente do bordo de ataque da asa. A cabine fechada era atrás e abaixo do piloto, comportando de quatro a seis passageiros ou podendo transportar cargas. A capacidade de carga era estimada em aproximadamente 427 kg; a capacidade de combustível era de 280 l ou 213 kg.
Eram vendidos novos na fábrica em 1927 por US$14.200. Na época em que a Fokker America estava produzindo versões locais das aeronaves projetadas na Holanda, o Universal reverteu esta situção, se tornando a primeira aeronave projetada nos Estados Unidos produzido pela Fokker como Fokker F.XI (apesar do Fokker F.XI e o Universal não serem idênticos).

## Histórico operacional
Motorizado pelo recém-desenvolvido motor radial refrigerado a água da Pratt & Whitney que havia se provado confiável, o Universal se tornou reconhecido como uma boa escolha para pequenos transportadores e operadores. A aeronave utilitária provou que poderia transportar carga ou passageiros em seu sistema único de amortecimento feito de uma corda elástica, permitindo que pousasse em locais despreparados. As configurações podiam ser rapidamente mudadas de avião terrestre para hidroavião, equipado com bóias ou, se equipado com esquis, o Universal poderia ser utilizado em superfícies de neve ou gelo. Um pedido de 12 aeronaves foi feito pela Western Canada Airways quando seu dono, James Armstrong Richardson, Sr. julgou que o Universal era a melhor opção de transporte para uso nas regiões do norte do Canadá. Outros seis aviões (G-CAHE ao CAHJ) foram comprados pelo governo canadense para uso na Expedição do Estreito de Hudson (1927–1928) para estudar a formação de gelo e navegação no Estreito de Hudson antes da construção do porto de Churchill.
Apesar de não ser especificamente projeto para voos de longa distância, o Universal foi capaz de atender trabalhos pioneiros. Charles Lindbergh queria ter voado um Universal em seu voo transatlântico, mas funcionários da Atlantic Aircraft Corporation que revisaram seu pedido em 1926, acharam que seu plano era muito arriscado. Mais preocupados com a reputação da empresa do que com o bem-estar do piloto, não venderam a aeronave para ele.
O Universal forneceu um serviço constante, se não espetacular, em Bush Flying, com mais de uma dúzia sendo utilizados por operadores nos Estados Unidos, Canadá e de outros países que o utilizaram para transporte de passageiros e carga. Uma versão posterior, o Super Universal era maior e mais refinado, com uma cabine completamente fechada. O projeto que seguiria, logo iria substituir o Universal nas linhas de produção da Atlantic Aircraft Corporation.
Os Universal continuaram a voar até a década de 1930, mas eram utilizados primariamente para transporte de cargas.

## Aeronaves sobreviventes
Fokker Standard Universal G-CAJD, também conhecido como "O fantasma de Charron Lake" (em inglês:  The Ghost of Charron Lake). Esta aeronave foi perdida em uma tempestade de neve em 10 de Dezembro de 1931. Após uma busca que durou mais de 30 anos pelo raro avião, foi descoberto em 2005. Uma equipe de busca do Western Canada Aviation Museum (a F.A.R.T. - em inglês:  Fokker Aircraft Recovery Team), utilizando tecnologias sofisticadas, finalmente localizaram a aeronave literalmente "estacionada" no fundo do lado. Em Julho de 2006, o motor do "fantasma" retornou para Winnipeg, junto com muitos outros artefatos. Em outubro do mesmo ano, o time de arqueologia submarina retornou para o local e recuperou a seção da cauda em águas ainda mais profundas. Uma outra expedição foi realizada em 2007 para recuperar mais partes do Fokker para ser exibido no museu posteriormente. Componentes grandes e pequenos estão hoje armazenados no Western Canada Aviation Museum. Ainda não foi tomada uma decisão sobre restaurar ou conservar o material recuperado.

## Operadores
Austrália
- Ansett Airways

 Canada
- Canadian Airways
- Canadian Colonial Airways
- Department of Marine and Fisheries (agora Fisheries and Oceans Canada)
- Western Canada Airways

 Cuba
- Marinha Cubana

 Honduras
- Força Aérea de Honduras

 Hungria
- Força Aérea da Hungria (Fokker F.XI)

 Estados Unidos
- National Parks Airways
- Pacific Air Transport
- Pure Oil
- Standard Air Lines